# 613のミツワー
613のミツヴァ、613のミツヴォット、もしくは613の戒律（ヘブライ語: תרי"ג מצוות、ローマ字化ヘブライ語では Taryag mitzvot。タルヤグ (TaRYaG) の頭字語は、「613」という数値である）とは、トーラーにおける神からの戒律の一覧表である。ユダヤ教においては、トーラーが613のミツヴォット（ヘブライ語で「戒律」の意。「指針」を意味する מצוה（ミツヴァ）の複数形。「命令」を意味する צוה(tzavah）から派生）を含んでいるとする伝統がある。
伝統によれば、これら613の戒律のうち、248は ミツヴォット・アセー（「積極的戒律」行動を促す命令）、365は ミツヴォット・ロー・タアセー（「消極的戒律」行動を慎む命令）である。365は一年の日数に対応し、248は古代ヘブライ人が人体の骨と重要な器官の数であると信じた。
殺人、偶像崇拝、禁じられた関係(forbidden relations)、の3つの消極的戒律が yehareg ve'al ya'avor(en:Self-sacrifice under Jewish Law)に伴うとされ、意味するところは「人は、この消極的戒律を破るより、むしろ自殺したほうがよい」。

## 613の意義
タルムード（マコット 23b）によれば、「モーセはトーラーをヤコブの共同体の相続財産として我々に命令した」（申命記 33:4）と聖書の節が述べるように、モーセは神からユダヤの人々へ「トーラー」を伝達した。しかしながら、神がユダヤ人に直接与えた2つの戒律、十戒の最初の2つ、これらの句は一人称で述べられる。タルムードは、ヘブライ語の単語「トーラー」の数値が611であると算定する。従って、モーセの611の戒律に、神直々の2つの戒律を加えて共にすると、最大で613となる。
多くのユダヤ哲学(en:Jewish philosophy)と神秘主義の作品群（例えば、バアル・ハトゥーリーム(en:Jacob ben Asher)、プラハのマハラル、ハシディズム指導者らによるもの）において、戒律の数にまつわる暗示、または霊感による計算が認められる。他の作品群では、厳密に613のミツヴォットが存在することに異議を唱える。
タリート（「祈祷の肩掛け」）のツィツィート（「結び目のある房飾り」）は613の戒律と関係があると解釈される。主要な律法解説者ラシは、結び目の数をゲマトリア上で原理付ける。ツィツィート（ヘブライ語 ציצת（聖書）、ミシュナーの綴りは ציצית）の語が示す値は600である。各房飾りが8つの糸（折り曲げた状態時）と5つの結び目を有し、合計で13。全数値の合計は613である。これは、ツィツィートを衣類と共に身に着けることによって、その着用者にすべてのトーラーの戒律を思い出させる、という概念を反映する。

## 他の見解
タルムードのこの見解には反対意見がないわけではない。613の数で分類がなされ始めたのはラビ・シムライ(en:Simlai)に始まり、他に古代の賢人達でこの見解を含むと考えられるのは、ラビ・シメオン・ベン・アザイ(en:Simeon ben Azzai)(シフレー、申命記 76)、ガリラヤのラビ・エレアザル・ベン・ヨセ(ミドラシュ・アガダー、創世記 15:1)。それらはミドラシュのシェモット・ラバー(en:Exodus Rabbah) 33:7、バミドバル・ラバー(en:Numbers Rabbah) 13:15–16, 18:21、タルムードのイェバモット 47b で引用される。
しかしながらある者たちは、この計算が信ずべき伝統ではない、もしくは秩序立った計算を引き出すことは論理的に受け入れがたいと考えた。初期のユダヤ法作品や聖書解説がこの体系に依存しているわけではなく、ユダヤ教の信仰原則(en:Jewish principles of faith)の初期体系がこのアガダー(en:Aggadah)（法的でないタルムードの陳述）規範を承認しているわけでもない。古代の聖書解説者(en:Rabbinic literature)であり、書記であるラビ・アブラハム・イブン・エズラは、これが信ずべきラビの伝統であることを否定した。イブン・エズラは記す、「ある賢人達は、多様な方法で613のミツヴォットを列挙する […] しかし実のところ、これらミツヴォットの数には終わりが無い […] そして、もし我々が原則の根幹のみを数えるならば […] ミツヴォットの数は613に達しないであろう」(Yesod Mora, Chapter 2)。
ナフマニデス(en:Nahmanides)は、この数える行為そのものが論争の基であり、ラビ達の見解は一致していないと考えた。にもかかわらず、彼は明記する「この総数は、アガダー文学を通して急増した … 我々はそれがシナイ山のモーセに由来する伝統であったと言うべきである」(Nahmanides, Commentary to Maimonides Sefer Hamitzvot, Root Principle 1)。
ラビ Simeon ben Tzemah Duran は明記する、「ことによると、ミツヴォットの数が613であるという合意 … ミツヴォットにおける彼自身の解説にあるように、これは正にラビ・シムライの見解である。我々は律法を守る際、彼の解説に頼る必要はなく、むしろタルムードの検討をする」(Zohar Harakia, Lviv, 1858, p.99)。
613の戒律を編集しようと試みたラビ達は多くの難問に直面した：
- どの陳述が戒律として数えられるべきであるのか？。神から人(any individual)への命令全てなのか？。イスラエル全体に対する戒律だけであるのか？。
- Would an order from God be counted as a commandment, for the purposes of such a list, if it could only be complied with in one place and time? 神による規律は、このような一覧目的の戒律として数えてもよいのであろうか、もし、ただそれに従うことが可能であるとして、いつどこで？。Or, would such an order only count as a commandment if it could - at least in theory - be followed at all times? あるいは、このような規律がただ戒律を数えるためだけにあるとして、（少なくとも理論上）常に従うことができるであろうか？（後者はマイモニデスの見解である）。
- 単一の節が複数の禁令を提供する戒律は、どのように数えるのか？。それぞれの禁令を単一の戒律として数えるのか、あるいは、その全てを一つの戒律として数えるのか？。

613の戒律という概念は、ユダヤ人共同体の規範として次第に認められるようになった。今日、この数の精密さを字義通りに認めない者達の間でさえ、トーラーの戒律の総体を「613の戒律」と呼ぶことが通例となりつつある。
しかしながら、613のミツヴォットは、Codes of Jewish law に列挙されている法典のような、厳密な現代のハラハーの法典に匹敵するものではない。最も広く認められているのは、ラビ・ヨセフ・カロによって書かれ、ラビ・イスラエル・イサーリン(en:Israel Isserlin)によってアシュケナジーの慣習として採択された、シュルハン・アルーフ(en:Shulchan Aruch)(Safed, Israel, 1550)である。セファルディー系ユダヤ人の間において、これは一般に認められた法典である。Rabbi Shlomo Ganzfried (en:Shlomo Ganzfried)(Hungary 1804 -1886) の Kitzur Shulkhan Arukh は、アシュケナジー系ユダヤ人の間でとりわけ評判がよく - しばしば批判されるものの - アシュケナジーの生活規範の概略である。

## 戒律を列挙する作品
実際のところ、613の法を展開した究極の一覧はない。このような相違は、トーラーが類似する法を数箇所で列挙し、同時に、一節が単一の法を論じているかどうかを知るのが困難であることに起因し、あるものは別々の事例として、あるいは別々の分離した法としてリストする。他、トーラー中の「戒律」は一度限りの行為に限定され、特定の人物に結び付くものについては「ミツヴォット」とは考えられないであろうとするもの。ラビ学(en:Rabbinic literature)には多くの作品があり、主にリショニームによって、これら目録の戒律の所属のように構成がなされた：
- ラビ・サアディア・ガオン(en:Saadia Gaon)による セフェル・ハ＝ミツウォート（『戒律の書』）は、613のミツヴォットの現存する最初期の目録である。ゲオニームの時代に書かれたガオンの作品は簡素な一覧表である（が、後に Rabbi Yerucham Fishel Perlow が発展させた）。
- マイモニデスによる、ナフマニデスの批判的注釈を伴う セフェル・ハミツヴォット（『戒律の書』）(en:Sefer Hamitzvot)。マイモニデスはリストへの包含に際し、14の規則 (shorashim) を使用する。この作品において、彼はミドラシュ・ハラハー(en:Midrash halakha)及びゲマラからの引用を用いて、各々のミツワーへの彼の詳述を裏付ける。ナフマニデスは多くの批判点を指摘し、一覧表の若干の項目を他のもので置き換える。
- セフェル・ハヒヌーフ（『教えの書』）。この作品は全体として、マイモニデスによる613の戒律の推計に従う。これは（マイモニデスの作品のような）種類別編成ではなく、戒律がトーラーに出現する順序で書かれる。加えて戒律と関連する法の短い概略を加えて列挙し、セフェル・ハヒンヌーフも同様、ミツヴォットの哲学的な理由を説明しようと試みる。著者については諸説あり、最も一般的なのはバルセロナのラビ・アハロン・ハレヴィ（ラア）であるが、真の著者は不明である。
- ラビ、クーシーのモーシェ・ベン・ヤアコブ(en:Moses ben Jacob of Coucy)による、セフェル・ハミツヴォート・ハガドール（『戒律大書』）。
- ラビ、コルベイユのイツハク(en:Isaac ben Joseph of Corbeil)による、セフェル・ハミツヴォート・ハカターン（『戒律小書』）。この作品は詩の形で書かれ、7つの節に分割され、各週に読まれることを意図されている。イツハクの作品が短いのは確かだが、大抵の版が長い解説を含む。
- ラビ、メッツのエリエゼル(en:Eliezer ben Samuel)による、セフェル・イェレイーム（『畏敬の書』、明確な列挙ではない）。
- イスラエル・メイール・カガン（en:Yisrael Meir Kagan、ハフェツ・ハイム)による、セフェル・ハミツヴォート。ハフェツ・ハイムの作品はマイモニデスの推計に従うが、今日でも意味を成す戒律のみを提供する（神殿の礼拝、儀式上の清浄、その他の戒律を無視する）。もっとも、原典はあらゆる時と場所で意味を成す戒律のみであったが、後の版ではイスラエルの地において意味を成す農業の法を含んだ。

## マイモニデスの一覧
マイモニデスの列挙する613の戒律と聖典中のそれらの出所：
1. 神(en:Names of God in Judaism)を知りなさい 出20:2
2. 彼以外の他の神々を受け入れてはならない 出20:3
3. 彼がただ一人であることを知りなさい 申6:4
4. 彼を愛しなさい 申6:5
5. 彼を畏れなさい 申10:20
6. 彼の名を神聖にしなさい(en:Kiddush Hashem) レビ22:32
7. 彼の名を汚してはならない(en:Chillul Hashem) レビ22:32
8. 彼の名に関連した物を破壊してはならない Name 申12:4
9. 彼の名によって語る預言者に聞き従いなさい 申18:15
10. 過度に預言者を試みてはならない 申6:16
11. 彼の道に倣いなさい(en:Imitatio dei) 申28:9
12. 彼を知る、忠実な者となりなさい 申10:20
13. 他のユダヤ人を愛しなさい レビ19:18
14. 転向(en:Conversion to Judaism)者を愛しなさい 申10:19
15. 仲間のユダヤ人を憎んではならない レビ19:17
16. 罪人を叱責しなさい レビ19:17
17. 他者に恥をかかせてはならない レビ19:17
18. 弱者を虐げてはならない 出22:21
19. 他者を中傷(en:Lashon hara)してはならない レビ19:16
20. 復讐してはならない レビ19:18
21. 恨みを抱いてはならない レビ19:18
22. 律法（トーラー）を学びなさい(en:Torah study) 申6:7
23. 律法を教え、理解する者に敬意を払いなさい レビ19:32
24. 偶像を受け入れてはならない レビ19:4
25. あなたが目にする物やあなたの心の気まぐれに従ってはならない 民15:39
26. 冒涜してはならない 出22:27
27. 彼ら（古代エジプト人）が崇拝したように、偶像を崇拝してはならない(en:Idolatry in Judaism) 出20:5
28. 我々が行う神への崇拝は、偶像を崇拝する4つの方法ではいけない 出20:5
29. 自分自身を偶像視してはならない 出20:4
30. 他者を偶像視してはならない レビ19:4
31. 人間的ないかなる装飾をも施してはならない 出20:20
32. 都市が偶像崇拝に翻ってはならない 出23:13
33. 偶像崇拝に翻った都市を燃やしなさい 申13:17
34. その都市を再建してはならない 申13:17
35. そこに由来する利益を手にしてはならない 申13:18
36. 人に偶像崇拝を布教してはならない 申13:12
37. 宣教師を愛してはならない 申13:9
38. 宣教師を嫌悪することをやめてはならない 申13:9
39. 宣教師を手助けしてはならない 申13:9
40. 彼を庇うよなことを語ってはならない 申13:9
41. 彼の告発を差し控えてはならない 申13:9
42. 偶像の名において預言してはならない 申13:14
43. 偽預言者に聞き従ってはならない 申13:4
44. 神の名において偽りの預言をしてはならない 申18:20
45. 偽預言者を殺すことを恐れてはならない 申18:22
46. 偶像の名において誓ってはならない 出23:13
47. 霊媒(ov) を実践してはならない レビ19:31
48. 神秘的な予言(yidoni) を実践してはならない レビ19:31
49. あなたの子供をモレクの（祭壇の）火に渡してはならない レビ18:21
50. 公共の崇拝の場に円柱（聖柱）を建ててはならない 申16:22
51. 石像に身をかがめてはならない レビ26:1
52. 神殿の中庭に木（聖木）を植えてはならない 申16:21
53. 偶像とその飾りを破壊しなさい 申12:2
54. 偶像とその飾りに由来する利益を手にしてはならない 申7:26
55. 偶像の装飾品に由来する利益を手にしてはならない 申7:25
56. 偶像崇拝者と契約を交わしてはならない 申7:2
57. 彼らに好意を示してはならない 申7:2
58. イスラエルの地において、彼らと一緒に住んではならない 出23:33
59. 彼らの風習と衣装を模倣してはならない レビ20:23
60. 迷信深くなってはならない レビ19:26
61. 出来事の予知、その他をトランス状態で行う（者の）所へ赴いてはならない 申18:10
62. 占星術に携わってはならない レビ19:26
63. 呪いの言葉(en:incantation)を呟いてはならない 申18:11
64. 死者との交流を試みてはならない 申18:11
65. 霊媒(ov) に相談してはならない 申18:11
66. 神秘的な予言者(yidoni) に相談してはならない 申18:11
67. 魔術を行ってはならない 申18:10
68. 男が頭の側面の髪(en:Payot)を剃ることがあってはならない レビ19:27
69. 男が剃刀で髭を剃ることがあってはならない レビ19:27
70. 男が女の衣装を身に纏うことがあってはならない 申22:5
71. 女が男の衣装を身に纏うことがあってはならない 申22:5
72. 肌に入れ墨を施してはならない レビ19:28
73. 服喪(en:Bereavement in Judaism)の際、肌を傷つけてはならない 申14:1
74. 服喪の際、禿を作ってはならない 申14:1
75. 悔い改め(en:Repentance in Judaism)、罪を告白(en:Confession in Judaism)しなさい 民5:7
76. 日ごとに二度シェマア(en:Shema Yisrael)を暗唱しなさい 申6:7
77. 日々の祈り(en:Jewish services#Weekday prayer services)によって全能者に仕えなさい 出23:25
78. 祭司(Kohanim) は日々、ユダヤの民を祝福しなければならない(en:Priestly Blessing) 民6:23
79. 頭にテフィッリーン（en:tefillin、聖句箱）を着用しなさい 申6:8
80. 腕にテフィッリーンを巻きなさい 申6:8
81. それぞれの戸柱にメズーザーを設置しなさい 申6:9
82. 男性は各自、トーラーの巻物(en:Sefer Torah)を書かなければならない 申31:19
83. 王は自分自身のためのセーフェル・トーラーの写しを所持しなければならない 申17:18
84. 衣服の四隅にツィーツィートを装着しなさい 民15:38
85. 食後には全能者に感謝を捧げなさい(en:Birkat Hamazon) 申8:10
86. 全ての男性に対し、生後8日目に割礼 を施しなさい(en:Brit milah) レビ12:3
87. 七日目には休息をとりなさい 出23:12
88. 七日目には禁じられた労働を行ってはならない 出20:10
89. 安息日に法廷が処罰を課すことがあってはならない 出35:3
90. 安息日に都市の境界の外を歩いてはならない 出16:29
91. その日をキッドゥーシュとハブダーラー(en:Havdalah)によって神聖なものとしなさい 出20:8
92. 禁じられた労働を休みなさい レビ23:32
93. 贖罪の日に禁じられた労働を行ってはならない レビ23:32
94. 贖罪の日に自分自身を苦しめなさい レビ16:29
95. 贖罪の日に食べたり飲んだりしてはならない レビ23:29
96. 過越初日には休息をとりなさい レビ23:7
97. 過越初日に禁じられた労働を行ってはならない レビ23:8
98. 過越7日目には休息をとりなさい レビ23:8
99. 過越7日目に禁じられた労働を行ってはならない レビ23:8
100. 七週の祭りには休息をとりなさい レビ23:21
101. 七週の祭りに禁じられた労働を行ってはならない レビ23:21
102. 新年祭には休息をとりなさい レビ23:24
103. 新年祭に禁じられた労働を行ってはならない レビ23:25
104. 仮庵祭には休息をとりなさい レビ23:35
105. 仮庵祭に禁じられた労働を行ってはならない レビ23:35
106. 仮庵祭翌日(en:Shemini Atzeret)には休息をとりなさい レビ23:36
107. 仮庵祭翌日に禁じられた労働を行ってはならない レビ23:36
108. ニサン（の月の）14日の午後にハーメーツを食べてはならない 申16:3
109. ニサン14日に全てのハーメーツを処分しなさい 出12:15
110. 過越の全七日間、ハーメーツを食べてはならない 出13:3
111. 過越の全七日間、ハーメーツを含んだものを食べてはならない 出12:20
112. 七日間、あなたの近くでハーメーツを見てはならない 出13:7
113. 七日間、あなたの近くでハーメーツが見出されてはならない 出12:19
114. 過越初夜にはマッツァーを食べなさい 出12:18
115. その夜、エジプトからの脱出について語りなさい 出13:8
116. ティシュレー（の月の）1日（新年祭）には角笛(en:Shofar)（の音）を聞きなさい 民9:1
117. 仮庵祭の七日間、仮庵(en:Sukkah)に居住しなさい レビ23:42
118. 全七日間、ナツメヤシとエトログを手に取りなさい(en:Four Species) レビ23:40
119. 男はそれぞれ毎年半シェケル(en:Shekel)を寄贈しなければならない 出30:13
120. 法廷は新しい月がいつ始まるのかを算定しなければならない(en:Hebrew_calendar#Measurement_of_the_month) 出12:2
121. 災厄に会った時、神の前で自分自身を苦しめ悲鳴をあげなさい 民10:9
122. ケトゥッバー(en:Ketubah)とキダシンとが意味するところに従って妻と結婚(en:Jewish views of marriage)しなさい 申22:13
123. このように結婚していない女と性関係を持ってはならない(en:Religion and sexuality#Judaism and sexuality) 申23:18
124. あなたの妻から食物・衣服・性交を差し控えてはならない 出21:10
125. 自分の妻と子供を儲けなさい 創1:28
126. 離婚を意味するゲート文書(en:Get (divorce document))を交付しなさい 申24:1
127. 先妻が他の誰かと結婚した後、男が彼女と再婚することがあってはならない 申24:4
128. イブーム（子供のいない兄弟の未亡人との結婚、en:Yibbum）を実践しなさい 申25:5
129. ハリツァー（イブームによる子供のいない兄弟の未亡人との結婚からの解放）を実践しなさい 申25:9
130. その未亡人は、彼女の義理の兄弟との絆が（イブームによって）取り除かれないうちに再婚することがあってはならない 申25:5
131. 法廷は乙女を性的に惑わす者を科料に処さねばならない 出22:15-16
132. その強姦者は、（もし彼女が望むのならば）その乙女と結婚しなければならない 申22:29
133. 彼が彼女を離婚することは決して許されない 申22:29
134. 中傷する者（無実の妻に法廷で姦淫の嫌疑をかけた夫）は、妻との結婚を継続しなければならない 申22:19
135. 彼が彼女を離婚することがあってはならない her 申22:19
136. ソター(en:Nashim)の法を履行しなさい 民5:30
137. 彼女（夫から姦淫の嫌疑をかけられた妻）の穀物の供物に（慣例の）油を注いではならない 民5:15
138. 彼女の穀物の供物に（慣例の）乳香を注いではならない 民5:15
139. あなたの母と性関係を持ってはならない レビ18:7
140. あなたの父の妻と性関係を持ってはならない レビ18:8
141. あなたの姉妹と性関係を持ってはならない レビ18:9
142. あなたの父の妻の娘と性関係を持ってはならない レビ18:11
143. あなたの息子の娘と性関係を持ってはならない レビ18:10
144. あなたの娘と性関係を持ってはならない レビ18:6、レビ18:10
145. あなたの娘の娘と性関係を持ってはならない レビ18:10
146. 女に加え、彼女の娘と性関係を持ってはならない レビ18:17
147. 女に加え、彼女の息子の娘と性関係を持ってはならない レビ18:17
148. 女に加え、彼女の娘の娘と性関係を持ってはならない レビ18:17
149. あなたの父の姉妹と性関係を持ってはならない レビ18:12
150. あなたの母の姉妹と性関係を持ってはならない レビ18:13
151. あなたの父の兄弟の妻と性関係を持ってはならない レビ18:14
152. あなたの息子の妻と性関係を持ってはならない レビ18:15
153. あなたの兄弟の妻と性関係を持ってはならない レビ18:16
154. あなたの妻の姉妹と性関係を持ってはならない レビ18:18
155. 男が動物と性関係を持つことがあってはならない レビ18:23
156. 女が動物と性関係を持つことがあってはならない レビ18:23
157. 同性愛(en:Homosexuality and Judaism)の性関係を持ってはならない レビ18:22
158. あなたの父と同性愛の性関係を持ってはならない レビ18:7
159. あなたの父の兄弟と同性愛の性関係を持ってはならない レビ18:14
160. 他人の妻と性関係を持ってはならない レビ18:20
161. 月経中の汚れた女(en:Niddah)と性関係を持ってはならない レビ18:19
162. 非ユダヤ人と結婚してはならない 申7:3
163. モアブ人、アンモン人の男が、結婚してユダヤ人となることを許してはならない 申23:4
164. エジプト人転向者の三世が、結婚することによってユダヤ人となることを妨げてはならない 申23:8-9
165. エドム人転向者の三世が結婚することを留めてはならない 申23:8-9
166. マムゼール（不法行為によって生まれた子供）が結婚してユダヤ人となることを許してはならない 申23:3
167. 宦官が結婚してユダヤ人となることを許してはならない 申23:2
168. 去勢されたいかなる動物の雄も神に差し出してはならない レビ22:24
169. 大祭司(en:Kohen Gadol)が未亡人と結婚するようなことがあってはならない レビ21:14
170. 大祭司は、結婚関係外にある未亡人についても、なおさら性関係を持つことがあってはならない レビ21:15
171. 大祭司は処女なる乙女と結婚しなければならない レビ21:13
172. コーヘン（祭司、en:Kohen） は離婚した女と結婚することがあってはならない レビ21:7
173. コーヘンはゾーナー（禁じられた性関係を持っていた女）と結婚することがあってはならない レビ21:7
174. コーヘンはハラーラー（「神聖さを汚した人」、169-172の該当者達）と結婚することがあってはならない レビ21:7
175. 禁じられたあらゆる女との（性的）交際を楽しんではならない レビ18:6
176. コシャーとコシャーではないものとを識別する、動物の目印を検査しなさい レビ11:2
177. コシャーとコシャーではないものとを識別する、鳥(en:Fowl)の目印を検査しなさい 申14:11
178. コシャーとコシャーではないものとを識別する、魚の目印を検査しなさい レビ11:9
179. コシャーとコシャーではないものとを識別する、イナゴの目印を検査しなさい レビ11:21
180. コシャーではない動物を食べてはならない レビ11:4
181. コシャーではない鳥を食べてはならない レビ11:13
182. コシャーではない魚を食べてはならない レビ11:11
183. コシャーではない空飛ぶ昆虫を食べてはならない 申14:19
184. コシャーではない地を這う生物を食べてはならない レビ11:41
185. コシャーではない蛆を食べてはならない レビ11:44
186. 地面に落ちた果物に見出される虫を食べてはならない レビ11:42
187. （コシャーの）魚以外の、水中に棲む生物を食べてはならない レビ11:43
188. 儀式屠殺されずに死んだ動物の肉を食べてはならない 申14:21
189. 石打ちに処された雄牛から利益を得てはならない 出21:28
190. 致命傷を負った動物の肉を食べてはならない 出22:30
191. 命ある生物からもぎ取られた部位(limb)を食べてはならない 申12:23
192. 血を食べてはならない レビ3:17
193. 清い動物の、明らかに脂肪（である部分）を食べてはならない レビ3:17
194. 太ももの腱を食べてはならない 創32:33
195. 肉と乳が一緒に調理されたものを食べてはならない (en:Kosher foods#No mixing of meat and dairy) 出23:19
196. 肉と乳を一緒に調理してはならない 出34:26
197. オメルの前に、初物の穀物によるパンを食べてはならない(en:Yoshon) レビ23:14
198. オメル(en:Counting_of_the_Omer#Background)の前に、炒った初物の穀物を食べてはならない レビ23:14
199. オメルの前に、熟した初物の穀物を食べてはならない レビ23:14
200. 最初の三年間、木に生る果実を食べてはならない(en:Orlah) レビ19:23
201. ブドウ園に植えられた多様な種子を食べてはならない(en:Kil'ayim) 申22:9
202. 什一税となるはずの果物を食べてはならない レビ22:15
203. 偶像の礼拝で注がれたワインを飲んではならない 申32:38
204. 動物を食べる前に、それを儀式屠殺しなさい 申12:21
205. ある動物とその子とを、同じ日に屠殺してはならない レビ22:28
206. （獣や鳥の）血を土で覆いなさい レビ17:13
207. その子供たちを捕らえる前に、母鳥を去らせなさい 申22:6
208. もし彼女を巣から捕まえたのであれば、母鳥を去らせなさい 申22:7
209. 神の名によって偽りの誓いをしてはならない レビ19:12
210. 神の名をみだりに用いてはならない 出20:6
211. 何らかの財産があなたに預けられた（事実）を否認してはならない レビ19:11
212. 金銭返還請求の拒否を宣言してはならない レビ19:11
213. 法廷において、その真実を確証する必要があるとみなされる時には神の名によって誓いなさい 申10:20
214. 口に出し、公言された事柄を実行しなさい 申23:24
215. 宣誓(en:Oath)や誓約(en:Vow)を破ってはならない 民30:3
216. トーラーに明示される、誓約を無効にすることについての法に該当する宣誓や誓約は無効となる 民30:3
217. ナジル人は髪を伸ばさなければならない 民6:5
218. 彼は髪を切ってはならない 民6:5
219. 彼はワイン、ワイン混合物、ワインビネガーを飲んではならない 民6:3
220. 彼は生のブドウを食べてはならない 民6:3
221. 彼はレーズンを食べてはならない 民6:3
222. 彼はブドウの種を食べてはならない 民6:4
223. 彼はブドウの皮を食べてはならない 民6:4
224. 彼は死体と同じ屋根の下にいてはならない 民6:6
225. 彼は死者に触れてはならない 民6:7
226. 彼のナジル人としての期間完了に伴う犠牲を捧げた後、彼はその頭を剃らねばならない 民6:9
227. トーラーの取り決めに従い、人々の値(the value)を見積もりなさい レビ27:2
228. 奉納された動物の値を見積もりなさい レビ27:12-13
229. 奉納された家屋の値を見積もりなさい レビ27:14
230. 奉納された土地の値を見積もりなさい レビ27:16
231. 禁止している所有物（ヘーレム）の法を遂行しなさい レビ27:28
232. ヘーレムを売ってはならない レビ27:28
233. ヘーレムを買戻してはならない レビ27:28
234. 多様な種子を共に植えてはならない(en:Kil'ayim) レビ19:19
235. 穀物や野菜をブドウ園に植えてはならない 申22:9
236. 動物の異種交配をしてはならない レビ19:19
237. 異なる動物を共に働かせてはならない 申22:10
238. シャトネズ、羊毛と亜麻で編みこまれた布、を身に纏ってはならない 申22:11
239. 貧しい者のために、農地の角を刈り残しなさい(en:Pe'ah) レビ19:10
240. その角を刈り入れてはならない レビ19:9
241. 落穂(en:Gleaning)を残しなさい レビ19:9
242. 落穂を拾い集めてはならない レビ19:9
243. ブドウ園の収穫漏れを残しなさい レビ19:10
244. ブドウ園の収穫漏れをかき集めてはならない レビ19:10
245. 熟していないブドウを残しなさい レビ19:10
246. 熟していないブドウを摘んではならない レビ19:10
247. 農地に忘れてしまった束を残しなさい 申24:19
248. それらを回収してはならない 申24:19
249. 「貧しい者への什一」を分離しなさい 申14:28
250. 慈愛(en:Tzedakah)を与えなさい 申15:8
251. 貧しい者から慈愛を差し控えてはならない 申15:7
252. テルーマー・ゲドーラー（祭司への贈り物）を取り分けなさい 申18:4
253. レビ人は、什一税のうちの彼の什一を取り分けなければならない 民18:26
254. 適切な方法で分離された初物を什一としてはならない 出22:28
255. 祭司でない者はテルーマー(en:Terumah)を食べることがあってはならない レビ22:10
256. 雇われた労働者や祭司の（一時的な）奴隷であるユダヤ人がテルーマーを食べることがあってはならない レビ22:10
257. 無割礼の祭司がテルーマーを食べることがあってはならない 出12:48
258. 不浄な祭司がテルーマーを食べることがあってはならない レビ22:4
259. ハラーラー（上記169-172の該当者）がテルーマーを食べることがあってはならない レビ22:12
260. 各植えつけの年、それをレビ人に与えるために、マアセール（什一）を取り分けなさい 民18:24
261. 第二の什一（マアセール・シェーニー）を取り分けなさい 申14:22
262. 食料、飲み物、あるいは軟膏であったとしても、その救済金から消費してはならない 申26:14
263. 不浄期間中にマアセール・シェーニーを食べてはならない 申26:14
264. 送葬者が、死の初日にマアセール・シェーニーを食べることがあってはならない 申26:14
265. マアセール・シェーニーの穀物をエルサレムの外で食べてはならない 申12:17
266. マアセール・シェーニーのワインをエルサレムの外で食べてはならない 申12:17
267. マアセール・シェーニーの油をエルサレムの外で食べてはならない 申12:17
268. 四年目を迎えた作物は、その全てをマアセール・シェーニーのような聖なる用途に用いなければならない レビ19:24
269. それぞれの四年目と七年目とに、什一の告白を読み上げなさい 申26:13
270. 初物(en:First Fruits#Old Testament)を取り分け、それらを神殿に寄贈しなさい 出23:19
271. 祭司はエルサレムの外で初物を食べることがあってはならない 申12:17
272. それら贈呈に関するトーラーの部分(en:Weekly Torah portion)を読み上げなさい 申26:5
273. パン生地の一部を祭司のために取り分けなさい 民15:20
274. 屠殺された動物の肩、両頬、胃を祭司に与えなさい 申18:3
275. 刈り取った羊毛の初物を祭司に与えなさい 申18:4
276. 長男を贖い、祭司に金銭を与えなさい(en:Pidyon HaBen) 民18:15
277. 祭司に子羊を与えることによってロバの初子を贖いなさい 出13:13
278. もしその所有者が贖うつもりがないのであれば、そのロバの首を折りなさい 出13:13
279. 生産を増すどんな仕事もしないことによって、七年目の期間中、土地を休ませなさい 出34:21
280. 七年目の期間中、その土地で仕事をしてはならない レビ25:4
281. その年の期間中、果物の生る木に手を加えてはならない レビ25:4
282. その年に自然に育った農作物を刈り入れてはならない レビ25:5
283. その年に自然に育ったブドウを集めてはならない レビ25:5
284. その年に育った全ての産物を放置しなさい 出23:11
285. 七年目には全ての貸付金を放棄しなさい 申15:2
286. 債務者への圧力や請求を行ってはならない 申15:2
287. 金銭的な損失を恐れ、その貸付金が放棄される直前の融資を控えてはならない 申15:9
288. サンヘドリンは七年の七つ組（49年）を数えなければならない レビ25:8
289. サンヘドリンは五十年目を神聖にしなければならない レビ25:10
290. ティシュレー（の月の）10日に角笛を吹き、奴隷達を自由にしなさい レビ25:9
291. 五十年目（ヨベル）の期間中、農地で働いてはならない レビ25:11
292. 五十年目に自然に育った農作物を刈り入れてはならない レビ25:11
293. 五十年目に自然に育ったブドウを摘んではならない レビ25:11
294. 売られた家族不動産の法を遂行しなさい レビ25:24
295. イスラエルの地を永久売却してはならない レビ25:23
296. 城壁に囲われた都市にある住居の法を遂行しなさい レビ25:29
297. レビ族にイスラエルの地の一部が与えられるようなことがあってはならないが、彼らは居住するべき都市を与えられる 申18:1
298. レビ人が戦争の戦利品から分配を受けるようなことがあってはならない 申18:1
299. レビ人に、居住のための都市とその周辺の野原を与えなさい 民35:2
300. その野原を売ってはならず、それらはレビ人の前にヨベルの年の後まで残されるべきである レビ25:34
301. 神殿を建てなさい 出25:8
302. 金属で刻んだ石を祭壇に用いてはならない 出20:23
303. 祭壇に上ってはならない 出20:26
304. 神殿への敬意を表明しなさい レビ19:30
305. 聖域を守りなさい 民18:2
306. 神殿の警護を怠ってはならない 民18:5
307. 聖油を準備しなさい 出30:31
308. 聖油と同じ割合で油を作ってはならない 出30:32
309. 聖油を一般の人の体に注いではならない 出30:32
310. 同じ割合で作った香を私用に使ってはならない 出30:37
311. Not to burn anything on the Golden Altar besides incense 出30:9
312. The Levites must transport the ark on their shoulders 民7:9
313. 祭具の箱の環に某は通したままにしておきなさい 出25:15
314. The Levites must work in the Temple 民18:23
315. No Levite must do another's work of either a Kohen or a Levite 民18:3
316. To dedicate the Kohen for service レビ21:8
317. The work of the Kohanim's shifts must be equal during holidays 申18:6-8
318. 威厳と美しさを添える聖なる祭服を作りなさい 出28:2
319. 祭服の上着の襟は、縁取りをして破けないようにしなさい 出28:32
320. The Kohen Gadol 's breastplate must not be loosened from the Efod 出28:28
321. A Kohen must not enter the Temple intoxicated レビ10:9
322. A Kohen must not enter the Temple with long hair レビ10:6
323. A Kohen must not enter the Temple with torn clothes レビ10:6
324. A Kohen must not enter the Temple indiscriminately レビ16:2
325. A Kohen must not leave the Temple during service レビ10:7
326. To send the impure from the Temple 民5:2
327. Impure people must not enter the Temple 民5:3
328. Impure people must not enter the Temple Mount area 申23:11
329. Impure Kohanim must not do service in the temple レビ22:2
330. An impure Kohen, following immersion, must wait until after sundown before returning to service レビ22:7
331. A Kohen must wash his hands and feet before service 出30:19
332. A Kohen with a physical blemish must not enter the sanctuary or approach the altar レビ21:23
333. A Kohen with a physical blemish must not serve レビ21:17
334. A Kohen with a temporary blemish must not serve レビ21:17
335. One who is not a Kohen must not serve 民18:4
336. To offer only unblemished animals レビ22:21
337. Not to dedicate a blemished animal for the altar レビ22:20
338. Not to slaughter it レビ22:22
339. Not to sprinkle its blood レビ22:24
340. Not to burn its fat レビ22:22
341. Not to offer a temporarily blemished animal 申17:1
342. Not to sacrifice blemished animals even if offered by non-Jews レビ22:25
343. Not to inflict wounds upon dedicated animals レビ22:21
344. To redeem dedicated animals which have become disqualified 申12:15
345. To offer only animals which are at least eight days old レビ22:27
346. Not to offer animals bought with the wages of a harlot or the animal exchanged for a dog 申23:19
347. Not to burn honey or yeast on the altar レビ2:11
348. To salt all sacrifices レビ2:13
349. Not to omit the salt from sacrifices レビ2:13
350. Carry out the procedure of the burnt offering as prescribed in the Torah レビ1:3
351. Not to eat its meat 申12:17
352. Carry out the procedure of the sin offering レビ6:18
353. Not to eat the meat of the inner sin offering レビ6:23
354. Not to decapitate a fowl brought as a sin offering レビ5:8
355. Carry out the procedure of the guilt offering レビ7:1
356. The Kohanim must eat the sacrificial meat in the Temple 出29:33
357. The Kohanim must not eat the meat outside the Temple courtyard 申12:17
358. A non-Kohen must not eat sacrificial meat 出29:33
359. To follow the procedure of the peace offering レビ7:11
360. Not to eat the meat of minor sacrifices before sprinkling the blood 申12:17
361. To bring meal offerings as prescribed in the Torah レビ2:1
362. Not to put oil on the meal offerings of wrongdoers レビ5:11
363. Not to put frankincense on the meal offerings of wrongdoers レビ3:11
364. Not to eat the meal offering of the High Priest レビ6:16
365. Not to bake a meal offering as leavened bread レビ6:10
366. The Kohanim must eat the remains of the meal offerings レビ6:9
367. To bring all avowed and freewill offerings to the Temple on the first subsequent festival 申12:5-6
368. Not to withhold payment incurred by any vow 申23:22
369. To offer all sacrifices in the Temple 申12:11
370. To bring all sacrifices from outside Israel to the Temple 申12:26
371. Not to slaughter sacrifices outside the courtyard レビ17:4
372. Not to offer any sacrifices outside the courtyard 申12:13
373. To offer two lambs every day 民28:3
374. To light a fire on the altar every day レビ6:6
375. Not to extinguish this fire レビ6:6
376. To remove the ashes from the altar every day レビ6:3
377. To burn incense every day 出30:7
378. To light the Menorah every day 出27:21
379. The Kohen Gadol ("High Priest") must bring a meal offering every day レビ6:13
380. To bring two additional lambs as burnt offerings on Shabbat 数28:9
381. To make the show bread 出25:30
382. To bring additional offerings on Rosh Chodesh (" The New Month") 民28:11　ローシュ・ホーデシュ
383. To bring additional offerings on Passover 民28:19
384. To offer the wave offering from the meal of the new wheat レビ23:10
385. Each man must count the Omer - seven weeks from the day the new wheat offering was brought レビ23:15
386. To bring additional offerings on Shavuot 民28:26
387. To bring two leaves to accompany the above sacrifice レビ23:17
388. To bring additional offerings on Rosh Hashana 民29:2
389. To bring additional offerings on Yom Kippur 民29:8
390. To bring additional offerings on Sukkot 民29:13
391. To bring additional offerings on Shmini Atzeret 民29:35　シェミーニー・アツェレト
392. Not to eat sacrifices which have become unfit or blemished 申14:3
393. Not to eat from sacrifices offered with improper intentions レビ7:18
394. Not to leave sacrifices past the time allowed for eating them レビ22:30
395. Not to eat from that which was left over レビ19:8
396. Not to eat from sacrifices which became impure レビ7:19
397. An impure person must not eat from sacrifices レビ7:20
398. To burn the leftover sacrifices レビ7:17
399. To burn all impure sacrifices レビ7:19
400. To follow the procedure of Yom Kippur in the sequence prescribed in Parshah Acharei Mot ("After the death of Aaron's sons...") レビ16:3
401. One who profaned property must repay what he profaned plus a fifth and bring a sacrifice レビ5:16
402. Not to work consecrated animals 申15:19
403. Not to shear the fleece of consecrated animals 申15:19
404. To slaughter the paschal sacrifice at the specified time 出12:6
405. Not to slaughter it while in possession of leaven 出23:18
406. Not to leave the fat overnight 出23:18
407. To slaughter the second Paschal Lamb 民9:11
408. To eat the Paschal Lamb with matzah and Marror on the night of the fourteenth of Nissan 出12:8
409. To eat the second Paschal Lamb on the night of the 15th of Iyar 民9:11
410. Not to eat the paschal meat raw or boiled 出12:9
411. Not to take the paschal meat from the confines of the group 出12:46
412. An apostate must not eat from it 出12:43
413. A permanent or temporary hired worker must not eat from it 出12:45
414. An uncircumcised male must not eat from it 出12:48
415. Not to break any bones from the paschal offering 出12:46
416. Not to break any bones from the second paschal offering 民9:12
417. Not to leave any meat from the paschal offering over until morning 出12:10
418. Not to leave the second paschal meat over until morning 民9:12
419. Not to leave the meat of the holiday offering of the 14th until the 16th 申16:4
420. To be seen at the Temple on Passover, Shavuot, and Sukkot 申16:16
421. To celebrate on these three Festivals (bring a peace offering) 出23:14
422. To rejoice on these three Festivals (bring a peace offering) 申16:14
423. Not to appear at the Temple without offerings 申16:16
424. Not to refrain from rejoicing with, and giving gifts to, the Levites 申12:19
425. To assemble all the people on the Sukkot following the seventh year 申31:12
426. To set aside the firstborn animals 出13:12
427. The Kohanim must not eat unblemished firstborn animals outside Jerusalem 申12:17
428. Not to redeem the firstborn 民18:17
429. Separate the tithe from animals レビ27:32
430. Not to redeem the tithe レビ27:33
431. Every person must bring a sin offering (in the temple) for his transgression レビ4:27
432. Bring an asham talui (temple offering) when uncertain of guilt レビ5:17-18　アシャム・タルイ
433. Bring an asham vadai (temple offering) when guilt is ascertained レビ5:25　アシャム・ワダイ
434. Bring an oleh v'yored (temple offering) offering (if the person is wealthy, an animal; if poor, a bird or meal offering) レビ5:7-11　オーレー・ウョーレード
435. The Sanhedrin must bring an offering (in the Temple) when it rules in error レビ4:13
436. A woman who had a running (vaginal) issue must bring an offering (in the Temple) after she goes to the Mikveh レビ15:28-29
437. A woman who gave birth must bring an offering (in the Temple) after she goes to the Mikveh レビ12:6
438. A man who had a running (unnatural urinary) issue must bring an offering (in the Temple) after he goes to the Mikveh レビ15:13-14
439. A metzora must bring an offering (in the Temple) after going to the Mikveh レビ14:10
440. Not to substitute another beast for one set apart for sacrifice レビ27:10
441. The new animal, in addition to the substituted one, retains consecration レビ27:10
442. Not to change consecrated animals from one type of offering to another レビ27:26
443. Carry out the laws of impurity of the dead 民19:14
444. Carry out the procedure of the Red Heifer (Para Aduma) 民19:2
445. Carry out the laws of the sprinkling water 民19:21
446. Rule the laws of human tzara'at as prescribed in the Torah レビ13:12
447. The metzora must not remove his signs of impurity 申24:8　メツォーラー
448. The metzora must not shave signs of impurity in his hair レビ13:33
449. The metzora must publicize his condition by tearing his garments, allowing his hair to grow and covering his lips レビ13:45
450. Carry out the prescribed rules for purifying the metzora レビ14:2
451. The metzora must shave off all his hair prior to purification レビ14:9
452. Carry out the laws of tzara'at of clothing レビ13:47
453. Carry out the laws of tzara'at of houses レビ13:34
454. Observe the laws of menstrual impurity レビ15:19
455. Observe the laws of impurity caused by childbirth レビ12:2
456. Observe the laws of impurity caused by a woman's running issue レビ15:25
457. Observe the laws of impurity caused by a man's running issue (irregular ejaculation of infected semen) レビ15:3
458. Observe the laws of impurity caused by a dead beast レビ11:39
459. Observe the laws of impurity caused by the eight shratzim (insects) レビ11:29　シェラーツィーム
460. Observe the laws of impurity of a seminal emission (regular ejaculation, with normal semen) レビ15:16
461. Observe the laws of impurity concerning liquid and solid foods レビ11:34
462. Every impure person must immerse himself in a Mikveh to become pure レビ15:16
463. The court must judge the damages incurred by a goring ox 出21:28
464. The court must judge the damages incurred by an animal eating 出22:4
465. The court must judge the damages incurred by a pit 出21:33
466. The court must judge the damages incurred by fire 出22:5
467. Not to steal money stealthily レビ19:11
468. The court must implement punitive measures against the thief 出21:37
469. Each individual must ensure that his scales and weights are accurate レビ19:36
470. Not to commit injustice with scales and weights レビ19:35
471. Not to possess inaccurate scales and weights even if they are not for use 申25:13
472. Not to move a boundary marker to steal someone's property 申19:14
473. Not to kidnap 出20:13
474. Not to rob openly レビ19:13
475. Not to withhold wages or fail to repay a debt レビ19:13
476. Not to covet and scheme to acquire another's possession 出20:14
477. Not to desire another's possession 申5:18
478. Return the robbed object or its value レビ5:23
479. Not to ignore a lost object 申22:3
480. Return the lost object 申22:1
481. The court must implement laws against the one who assaults another or damages another's property 出21:18
482. Not to murder 出20:13
483. Not to accept monetary restitution to atone for the murderer 民35:31
484. The court must send the accidental murderer to a city of refuge 民35:25
485. Not to accept monetary restitution instead of being sent to a city of refuge 民35:32
486. Not to kill the murderer before he stands trial 民35:12
487. Save someone being pursued even by taking the life of the pursuer 申25:12
488. Not to pity the pursuer 民35:12
489. Not to stand idly by if someone's life is in danger レビ19:16
490. Designate cities of refuge and prepare routes of access 申19:3
491. Break the neck of a calf by the river valley following an unsolved murder 申21:4
492. Not to work nor plant that river valley 申21:4
493. Not to allow pitfalls and obstacles to remain on your property 申22:8
494. Make a guard rail around flat roofs 申22:8
495. Not to put a stumbling block before a blind man (nor give harmful advice) (Lifnei iver) レビ19:14　リフネー・イベル
496. Help another remove the load from a beast which can no longer carry it 出23:5
497. Help others load their beast 申22:4
498. Not to leave others distraught with their burdens (but to help either load or unload) 申22:4
499. Buy and sell according to Torah law レビ25:14
500. Not to overcharge or underpay for an article レビ25:14
501. Not to insult or harm anybody with words レビ25:17
502. Not to cheat a sincere convert monetarily 出22:20
503. Not to insult or harm a sincere convert with words 出22:20
504. Purchase a Hebrew slave in accordance with the prescribed laws 出21:2
505. Not to sell him as a slave is sold レビ25:42
506. Not to work him oppressively レビ25:43
507. Not to allow a non-Jew to work him oppressively レビ25:53
508. Not to have him do menial slave labor レビ25:39
509. Give him gifts when he goes free 申15:14
510. Not to send him away empty-handed 申15:13
511. Redeem Jewish maidservants 出21:8
512. Betroth the Jewish maidservant 出21:8
513. The master must not sell his maidservant 出21:8
514. Canaanite slaves must work forever unless injured in one of their limbs レビ25:46
515. Not to extradite a slave who fled to (Biblical) Israel 申23:16
516. Not to wrong a slave who has come to Israel for refuge 申23:16
517. The courts must carry out the laws of a hired worker and hired guard 出22:9
518. Pay wages on the day they were earned 申24:15
519. Not to delay payment of wages past the agreed time レビ19:13
520. The hired worker may eat from the unharvested crops where he works 申23:25
521. The worker must not eat while on hired time 申23:26
522. The worker must not take more than he can eat 申23:25
523. Not to muzzle an ox while plowing 申25:4
524. The courts must carry out the laws of a borrower 出22:13
525. The courts must carry out the laws of an unpaid guard 出22:6
526. Lend to the poor and destitute 出22:24
527. Not to press them for payment if you know they don't have it 出22:24
528. Press the idolater for payment 申15:3
529. The creditor must not forcibly take collateral 申24:10
530. Return the collateral to the debtor when needed 申24:13
531. Not to delay its return when needed 申24:12
532. Not to demand collateral from a widow 申24:17
533. Not to demand as collateral utensils needed for preparing food 申24:6
534. Not to lend with interest レビ25:37
535. Not to borrow with interest 申23:20
536. Not to intermediate in an interest loan, guarantee, witness, or write the promissory note 出22:24
537. Lend to and borrow from idolaters with interest 申23:21
538. The courts must carry out the laws of the plaintiff, admitter, or denier 出22:8
539. Carry out the laws of the order of inheritance 民27:8
540. Appoint judges 申16:18
541. Not to appoint judges who are not familiar with judicial procedure 申1:17
542. Decide by majority in case of disagreement 出23:2
543. The court must not execute through a majority of one; at least a majority of two is required 出23:2
544. A judge who presented an acquittal plea must not present an argument for conviction in capital cases 申23:2
545. The courts must carry out the death penalty of stoning 申22:24
546. The courts must carry out the death penalty of burning レビ20:14
547. The courts must carry out the death penalty of the sword 出21:20
548. The courts must carry out the death penalty of strangulation レビ20:10
549. The courts must hang those stoned for blasphemy or idolatry 申21:22
550. Bury the executed on the day they are killed 申21:23
551. Not to delay burial overnight 申21:23
552. The court must not let the sorcerer live 出22:17
553. The court must give lashes to the wrongdoer 出25:2
554. The court must not exceed the prescribed number of lashes 申25:3
555. The court must not kill anybody on circumstantial evidence 出23:7
556. The court must not punish anybody who was forced to do a crime 申22:26
557. A judge must not pity the murderer or assaulter at the trial 申19:13
558. A judge must not have mercy on the poor man at the trial レビ19:15
559. A judge must not respect the great man at the trial レビ19:15
560. A judge must not decide unjustly the case of the habitual transgressor 出23:6
561. A judge must not pervert justice レビ19:15
562. A judge must not pervert a case involving a convert or orphan 申24:17
563. Judge righteously レビ19:15
564. The judge must not fear a violent man in judgment 申1:17
565. Judges must not accept bribes 出23:8
566. Judges must not accept testimony unless both parties are present 出23:1
567. Not to curse judges 出22:27
568. Not to curse the head of state or leader of the Sanhedrin 出22:27
569. Not to curse any upstanding Jew レビ19:14
570. Anybody who knows evidence must testify in court レビ5:1
571. Carefully interrogate the witness 申13:15
572. A witness must not serve as a judge in capital crimes 申19:17
573. Not to accept testimony from a lone witness 申19:15
574. Transgressors must not testify 出23:1
575. Relatives of the litigants must not testify 申24:16
576. Not to testify falsely 出20:13
577. Punish the false witnesses as they tried to punish the defendant 申19:19
578. Act according to the ruling of the Sanhedrin 申17:11
579. Not to deviate from the word of the Sanhedrin 申17:11
580. Not to add to the Torah commandments or their oral explanations 申13:1
581. Not to diminish from the Torah any commandments, in whole or in part 申13:1
582. Not to curse your father and mother 出21:17
583. Not to strike your father and mother 出21:15
584. Respect your father or mother 出20:12
585. Fear your father or mother レビ19:3
586. Not to be a rebellious son 申21:18
587. Mourn for relatives レビ10:19
588. The High Priest must not defile himself for any relative レビ21:11
589. The High Priest must not enter under the same roof as a corpse レビ21:11
590. A Kohen must not defile himself (by going to funerals or cemeteries) for anyone except relatives レビ21:1
591. Appoint a king from Israel 申17:15
592. Not to appoint a foreigner 申17:15
593. The king must not have too many wives 申17:17
594. The king must not have too many horses 申17:16
595. The king must not have too much silver and gold 申17:17
596. Destroy the seven Canaanite nations 申20:17
597. Not to let any of them remain alive 申20:16
598. Wipe out the descendants of Amalek 申25:19
599. Remember what Amalek did to the Jewish people 申25:17
600. Not to forget Amalek's atrocities and ambush on our journey from Egypt in the desert 申25:19
601. Not to dwell permanently in Egypt 申17:16
602. Offer peace terms to the inhabitants of a city while holding siege, and treat them according to the Torah if they accept the terms 申20:10
603. Not to offer peace to Ammon and Moab while besieging them 申23:7
604. Not to destroy fruit trees even during the siege 申20:19
605. Prepare latrines outside the camps 申23:13
606. Prepare a shovel for each soldier to dig with 申23:14
607. Appoint a priest to speak with the soldiers during the war 申20:2
608. He who has taken a wife, built a new home, or planted a vineyard is given a year to rejoice with his possessions 申24:5
609. Not to demand from the above any involvement, communal or military 申24:5
610. Not to panic and retreat during battle 申20:3
611. Keep the laws of the captive woman 申21:11
612. Not to sell her into slavery 申21:14
613. Not to retain her for servitude after having sexual relations with her 申21:14